# Max Verstappen
Max Emilian Verstappen (* 30. September 1997 in Hasselt, Belgien) ist ein niederländisch-belgischer Automobilrennfahrer. Der Sohn des Rennfahrers Jos Verstappen wurde 2013 Kart-Weltmeister und zweifacher Kart-Europameister. 2014 trat er in der europäischen Formel-3-Meisterschaft an. Seit der Saison 2015 nimmt Verstappen an der Formel 1 teil, seit 2016 fährt er für Red Bull Racing. Er gewann mit Red Bull Racing die Formel-1-Weltmeisterschaften 2021, 2022, 2023 und 2024.

## Karriere

### Kartsport (2005–2013)
Verstappen begann seine Motorsportkarriere 2005 im Kartsport. Von 2006 bis 2008 gewann er dreimal die belgische Minimax-Rotax-Challenge. 2007 siegte er zudem in der niederländischen Minimax-Rotax-Challenge. 2008 und 2009 entschied er die Minimax-Wertung der Benelux Karting Series für sich und wurde in beiden Jahren belgischer Kartmeister. 2008 in der Kadetten-Klasse, 2009 in der KF5-Wertung.
2010 wechselte Verstappen in den internationalen Kartsport. Er gewann auf Anhieb in der KF3-Klasse die WSK Euro Series und die WSK World Series sowie den europäischen Bridgestone Cup. Im CIK-FIA-Weltcup wurde er Zweiter, in der CIK-FIA-Europameisterschaft Fünfter. 2011 verteidigte Verstappen den Meistertitel der KF3-Klasse der WSK Euro Series. 2012 wurde er Achter in der KF1-Klasse der CIK-FIA-Kartweltmeisterschaft. In der KF2-Klasse erreichte er den zweiten Platz im CIK-FIA-Weltcup und den sechsten Platz in der WSK Euro Series. Die WSK Master Series entschied er in dieser Klasse für sich. Ursprünglich gewann Verstappen die CIK-FIA-Europameisterschaft, er wurde aber wegen einer Strafe auf den zehnten Platz zurückgesetzt.
In seinem letzten Jahr im Kartsport 2013 entschied Verstappen sowohl die CIK-FIA-Europameisterschaft in der KF- als auch in der KZ-Klasse für sich. In der KZ1-Klasse gewann er zudem die WSK Euro Series. In der CIK-FIA-Weltmeisterschaft gewann Verstappen 2013 die KZ-Klasse. In der KF-Klasse lag er bis zur letzten Veranstaltung in Führung und wurde schließlich Dritter.

### Formel 3 und Formel-1-Testfahrten (2014)

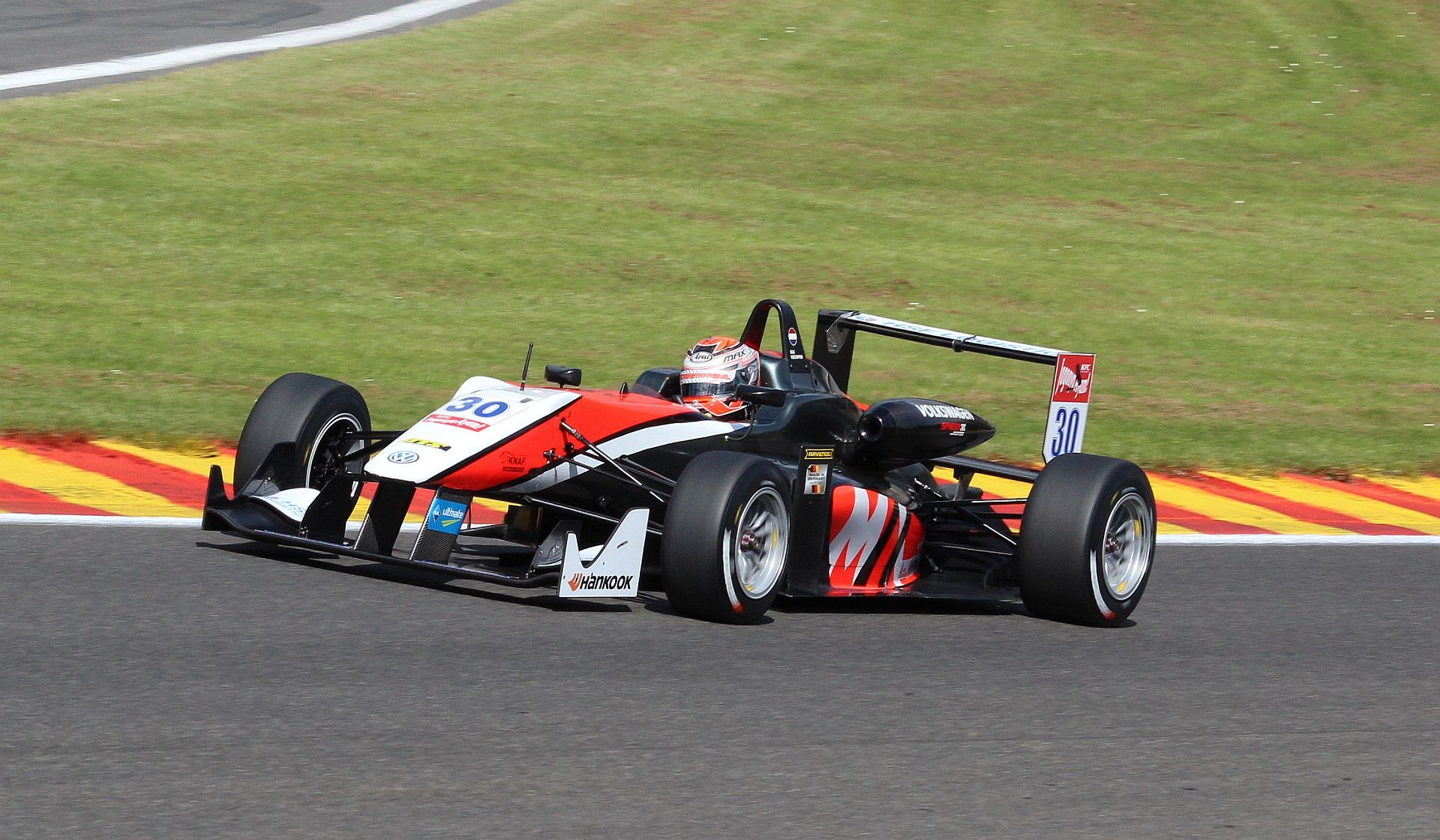
Max Verstappen in Spa-Francorchamps in der europäischen Formel-3-Meisterschaft 2014

Ende 2013 absolvierte Verstappen seine ersten Testfahrten im Formelsport. Bei seinem Formel-3-Debüt erzielte er auf Anhieb die Tagesbestzeit. Anfang 2014 nahm Verstappen an der Florida Winter Series teil. Er erzielte drei Pole-Positions, gewann zwei Rennen und stand insgesamt fünfmal auf dem Podest.
Anschließend erhielt er für die Saison 2014 ein Cockpit bei Van Amersfoort Racing in der europäischen Formel-3-Meisterschaft. Bereits an seinem Debütwochenende erzielte er bei einem Rennen einen zweiten Platz. Bei seinem sechsten Formel-3-Rennen in Hockenheim gelang ihm sein erster Sieg. Bei den aufeinander folgenden Veranstaltungen in Spa-Francorchamps und Nürnberg gewann Verstappen jeweils alle drei Rennen und erzielte damit sechs Siege in Folge. Aufgrund seiner guten Resultate in seiner ersten Formelsportsaison – speziell der drei Siege in Nürnberg bei wechselnden Wetterbedingungen – wurde er im August in das Förderprogramm von Red Bull aufgenommen. Auf dem Nürburgring, in Imola und Hockenheim gewann er weitere Rennen. Mit zehn Siegen hatte kein Fahrer mehr Siege als Verstappen erzielt. Er beendete die Saison auf dem dritten Platz der Fahrerwertung. Darüber hinaus startete Verstappen für Van Amersfoort Racing zum Macau Grand Prix und erreichte dabei den siebten Platz. Das Zandvoort Masters gewann er mit Motopark Academy.
Im September 2014 erhielt Verstappen die Superlizenz, nachdem er wenige Tage zuvor mit einem Toro Rosso STR7 rund 400 Kilometer bei Testfahrten auf dem Adria International Raceway zurückgelegt hatte. Anschließend debütierte Verstappen für Toro Rosso im ersten freien Training beim Großen Preis von Japan. Mit 17 Jahren und drei Tagen wurde er damit zum jüngsten Fahrer, der an einem Formel-1-Wochenende zum Einsatz kam.

### Formel 1 (seit 2015)

#### Scuderia Toro Rosso (2015/16)

##### 2015

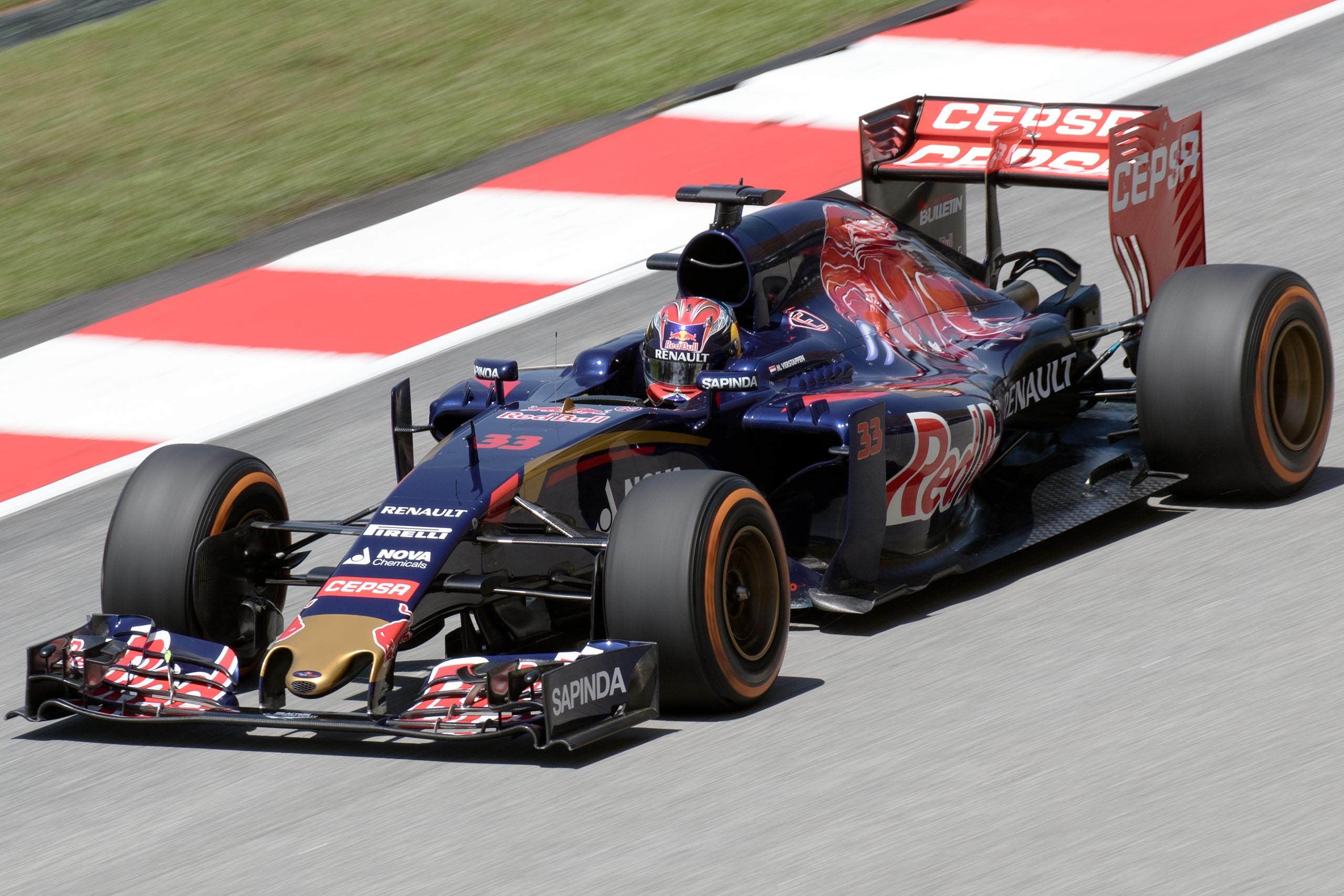
Max Verstappen im Toro Rosso beim Großen Preis von Malaysia 2015

2015 erhielt Verstappen bei der Scuderia Toro Rosso ein Formel-1-Cockpit und wählte die 33 als seine Startnummer. Er wurde damit zum jüngsten Formel-1-Fahrer der Geschichte und zum ersten Formel-1-Fahrer unter 18 Jahren. Sein Teamkollege war Carlos Sainz Jr. Nach einem Ausfall im ersten Rennen wurde er im zweiten Rennen in Malaysia Siebter und holte erstmals Punkte. Er wurde damit zum jüngsten Formel-1-Fahrer, der Punkte erzielt hatte. Seine besten Ergebnisse waren die in Ungarn und den USA, wo er jeweils Vierter wurde. Er schloss seine Debütsaison auf dem zwölften Platz ab und setzte sich mit 49 zu 18 Punkten gegen seinen Teamkollegen durch. Bei der FIA-Gala am Jahresende wurden Verstappen drei Auszeichnungen verliehen: Rookie des Jahres, Persönlichkeit des Jahres und für die Aktion des Jahres. Letzteres war das Überholmanöver gegen Felipe Nasr außen in der Blanchimont-Kurve beim Großen Preis von Belgien.

##### 2016
2016 bildeten Verstappen und Sainz zunächst erneut das Toro-Rosso-Fahrerduo. Verstappen erzielte in den ersten vier Rennen dreimal Punkte, wobei ein sechster Platz in Bahrain sein bestes Ergebnis war. Nach dem vierten Rennen, dem Großen Preis von Russland, entschied sich Red Bull dazu, Verstappen mit Daniil Kwjat zu tauschen, sodass Verstappen ab dem Großen Preis von Spanien für Red Bull Racing fuhr.

#### Red Bull (seit 2016)

##### 2016

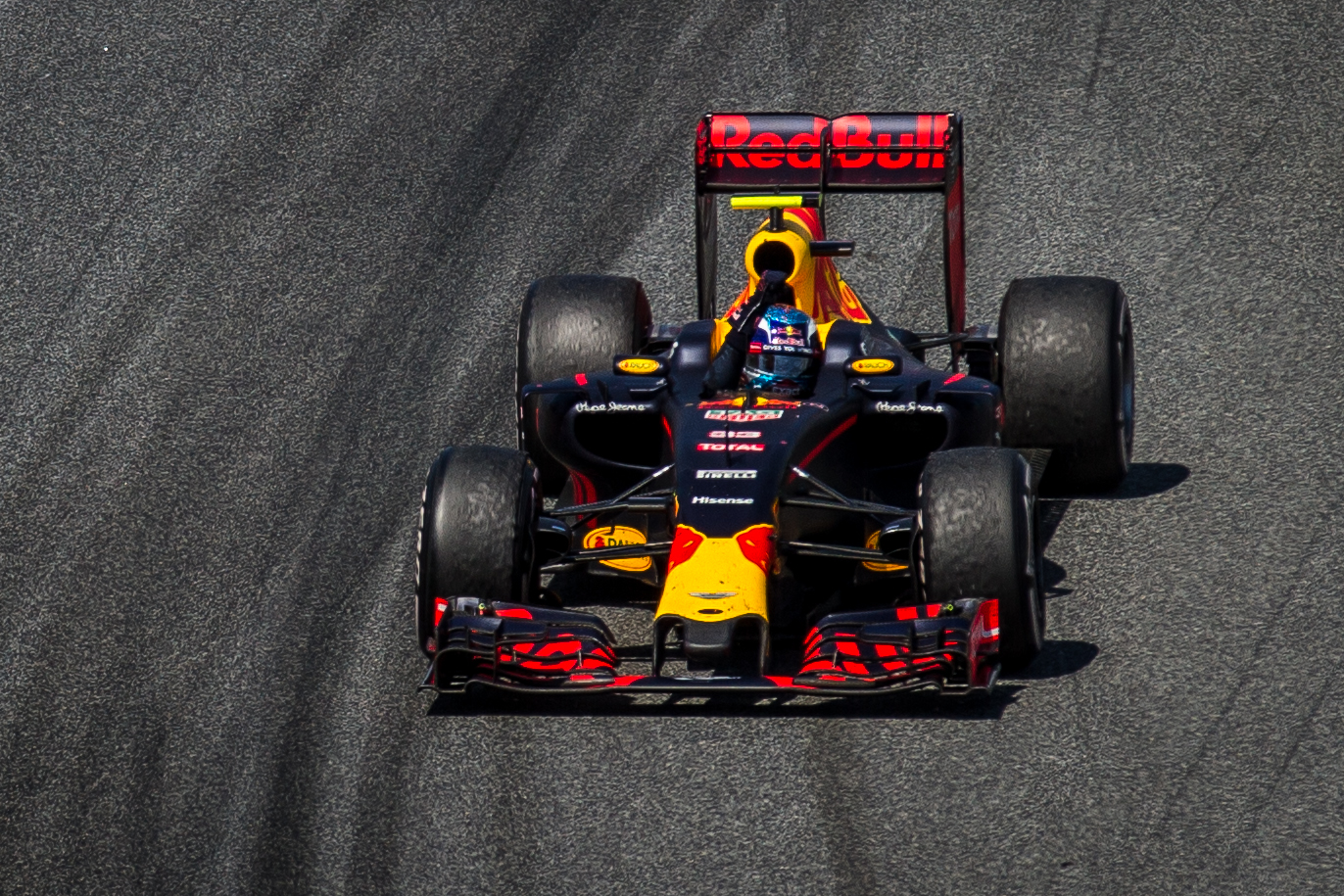
Verstappen nach seinem Sieg beim Großen Preis von Spanien 2016

Bereits bei seinem Debüt für Red Bull in Spanien gelang Verstappen sein erster Formel-1-Sieg. Er war damit der erste Niederländer, der ein Formel-1-Rennen gewann, und zudem im Alter von 18 Jahren und 228 Tagen der bis dahin jüngste Formel-1-Sieger. Beim Red-Bull-Heimrennen in Österreich und eine Woche später in Großbritannien stand er als Zweiter erneut auf dem Podium. Beim Großen Preis von Deutschland wurde er Dritter. In Malaysia erreichte er mit dem zweiten Platz hinter seinem Teamkollegen Daniel Ricciardo einen Doppelsieg für Red Bull Racing. Eine Woche später wurde er beim Großen Preis von Japan abermals Zweiter. In dem Rennen fiel er mit einem harten Manöver gegen Lewis Hamilton auf, indem er beim Bremsen die Spur wechselte. Da Verstappen auch bereits bei den Rennen in Ungarn und Belgien mit harten Manövern gegen Kimi Räikkönen aufgefallen war, präzisierte die FIA das Regelwerk und untersagte fortan Richtungswechsel beim Bremsen, die dazu führen, dass ein anderer Fahrer ausweichen muss. In Mexiko fiel Verstappen erneut durch harte Zweikämpfe auf. Zunächst berührte er den Weltmeisterschaftsführenden Nico Rosberg in der ersten Kurve. Im weiteren Rennverlauf erhielt er eine Fünf-Sekunden-Zeitstrafe, nachdem er bei einem Zweikampf mit Sebastian Vettel die Auslaufzone genutzt hatte, um seine Position zu verteidigen. Er fiel durch die Zeitstrafe vom dritten auf den vierten Platz zurück. Beim darauf folgenden Regenrennen in Brasilien zeigte Verstappen einige Überholmanöver, fuhr die schnellste Rennrunde und wurde schließlich Dritter. In der Weltmeisterschaft verbesserte er sich auf den fünften Rang.

##### 2017

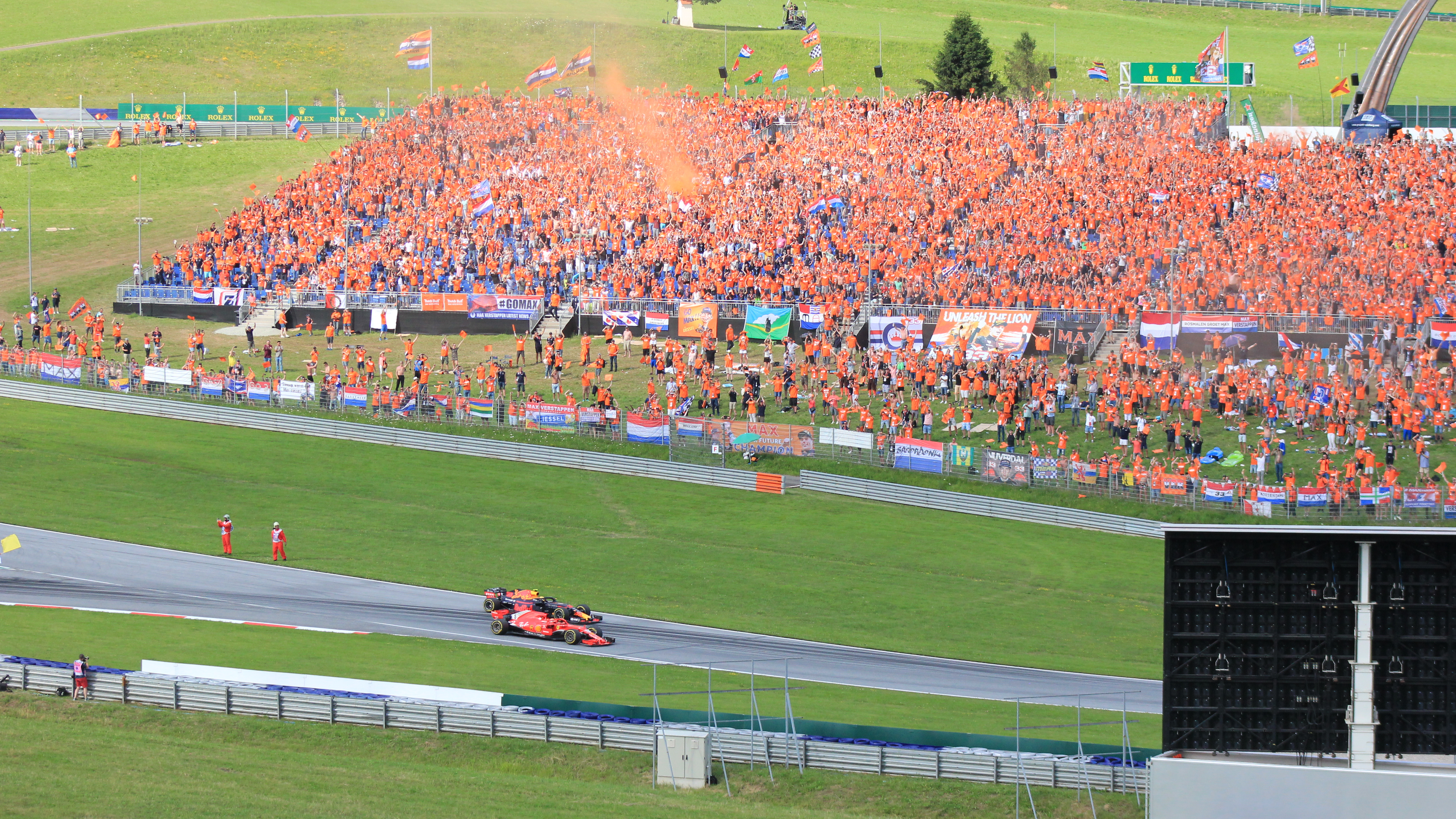
Verstappen vor der eigens für die niederländischen Fans errichteten Tribüne beim Großen Preis von Österreich 2018

Für die Formel-1-Weltmeisterschaft 2017 blieben Verstappen und Ricciardo bei Red Bull Racing. In China wurde er Dritter. Inzwischen war seine Saison oft geprägt von Zuverlässigkeitsproblemen und Unfällen, beispielsweise beim Start vom Großen Preis von Österreich, wo er mit Fernando Alonso und Daniil Kwjat kollidierte. Beim Großen Preis von Malaysia gewann er sein erstes Rennen in der Saison 2017. Anschließend wurde er Zweiter in Japan. In Mexiko gelang ihm sein zweiter Saisonsieg. Am Saisonende belegte er den sechsten Gesamtplatz mit 168 Punkten.

##### 2018
2018 ging Verstappen erneut für Red Bull Racing an den Start. In Bahrain schied er aus. In China kollidierte er mit Sebastian Vettel, wobei dessen Auto beschädigt wurde. In Spanien und Kanada wurde er Dritter. In Aserbaidschan kollidierte er zusammen mit Daniel Ricciardo. Das Red-Bull-Heimrennen in Österreich gewann er. Beim Großen Preis von Belgien erreichte er den dritten Platz. In Singapur und den USA wurde er Zweiter, in Japan Dritter. Beim Großen Preis von Mexiko folgte ein weiterer Sieg. Anschließend wurde er Zweiter in Brasilien. Bei dem Rennen kollidierte Verstappen in Führung liegend mit Esteban Ocon am Ausgang des Senna-S, als sich Ocon zurückrunden wollte. Dabei drehten sich sowohl Ocon als auch Verstappen, wodurch Lewis Hamilton die Führung zurück übernahm und schließlich gewann. Ocon wurde für die Kollision mit einer zehnsekündigen Stop-and-Go-Strafe belegt. Verstappen beleidigte Ocon über Boxenfunk und bei Interviews nach dem Rennen. Kurz nach dem Rennende ging Verstappen auf Ocon zu und wurde handgreiflich. Verstappen wurde daraufhin von der FIA zu zwei Tagen öffentlicher Arbeit in der Direktion der FIA verurteilt, die er innerhalb von sechs Monaten nach dem Zwischenfall abzuleisten hatte. Beim Saisonfinale in Abu Dhabi wurde Verstappen erneut Dritter. Am Saisonende lag er auf dem vierten Platz in der Fahrerwertung mit 249 Punkten.

##### 2019

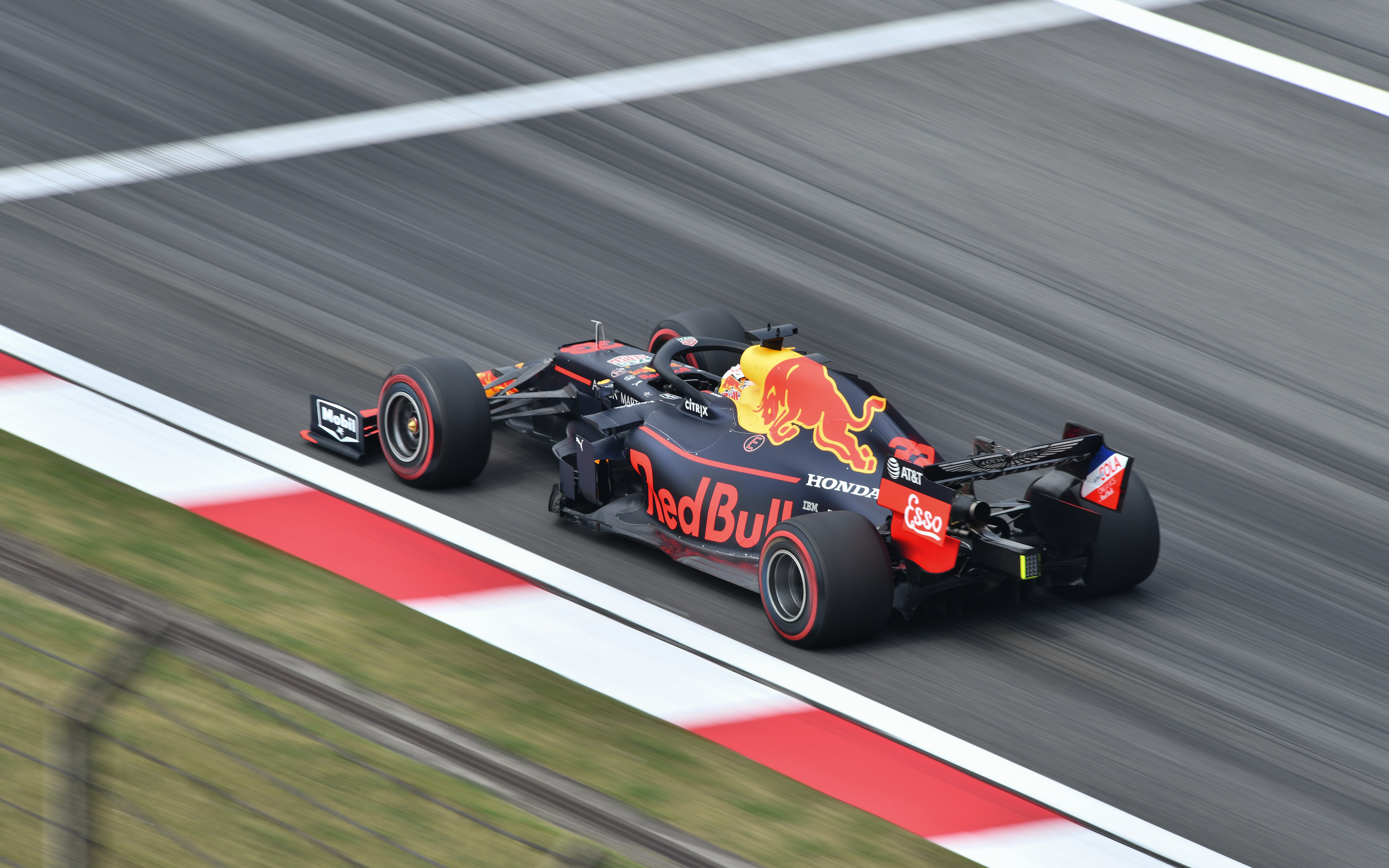
Max Verstappen beim Großen Preis von China 2019

2019 blieb Verstappen bei Red Bull Racing. Bis zum Großen Preis von Ungarn war sein Teamkollege Pierre Gasly, dann von Belgien bis Abu Dhabi Alexander Albon. Beim Saisonauftakt in Australien und beim Großen Preis von Spanien wurde er Dritter. Beim Großen Preis von Österreich gelang ihm sein erster Saisonsieg. Dem folgte ein weiterer beim Großen Preis von Deutschland. Dem folgte ein zweiter Platz in Ungarn, wo er im Qualifying die erste Pole-Position seiner Karriere erzielte. Beim Großen Preis von Singapur wurde er Dritter. In Mexiko fuhr er zunächst erneut auf Pole. Er wurde jedoch um drei Startplätze zurückversetzt, da er in seiner schnellsten Runde unter gelben Flaggen nach dem Unfall von Valtteri Bottas das Tempo nicht verlangsamt hatte. Im Rennen wurde er anschließend Sechster. In den USA wurde er Dritter. Dem folgte ein Sieg in Brasilien, womit er eine persönliche Bestmarke aufstellte und erstmals einen dritten Grand Prix in einer Saison gewann. Beim Saisonfinale in Abu Dhabi erzielte er als Zweiter eine weitere Podiumsplatzierung. Die Saison schloss er auf dem dritten Gesamtrang mit 278 Punkten ab, was seine persönliche Bestleistung war.

##### 2020
2020 fuhr Verstappen auch für Red Bull Racing. Beim Großen Preis von Österreich schied er auf dem 2. Platz liegend aus. Dann holte er beim Großen Preis der Steiermark den 3. Platz. In Ungarn und Großbritannien wurde er jeweils Zweiter. Den Großen Preis des 70-jährigen Jubiläums gewann er. Dem folgte ein zweiter Platz in Spanien. Seitdem ist er der Niederländer mit den meisten Rennstarts. Vor dem Rennen teilte er sich diesen Bestwert mit seinem Vater Jos Verstappen, der auf 107 Rennteilnahmen kommt. In Belgien wurde er Dritter. Nach zwei Ausfällen in Folge aufgrund eines technischen Problems in Monza und eines Crashs in Mugello wurde er in Russland und beim Großen Preis der Eifel zweimal hintereinander Zweiter. Beim nächsten Rennen in Portugal komplettierte er als Dritter das Podium. Eine weitere Podestplatzierung erreichte er mit Platz zwei in Bahrain. Beim Saisonfinale, dem Großen Preis von Abu Dhabi 2020, erzielte er von der Pole-Position einen Start-Ziel-Sieg. Er schloss die Saison mit 214 Punkten auf dem dritten Platz in der Fahrerwertung ab. Damit wiederholte er seine bisher beste Endplatzierung vom Vorjahr, hatte aber weniger Punkte erzielt als 2019.

##### Weltmeistertitel 2021
2021 bestritt Verstappen eine weitere Saison für Red Bull Racing. Beim Saisonauftakt in Bahrain wurde er Zweiter. Den darauf folgenden Großen Preis der Emilia-Romagna gewann er. Die darauf folgenden Rennen in Portugal und Spanien schloss er mit dem zweiten Platz ab. Anschließend gewann er in Monaco. Beim Großen Preis von Aserbaidschan schied Verstappen aufgrund eines Reifenschadens aus. Da sich Lewis Hamilton nach dem Restart nach der aus dem Unfall Verstappens hervorgerufenen roten Flagge in der ersten Kurve verbremste und so bis auf Platz 15 zurückfiel, also keine Punkte erhielt, führte Verstappen die Weltmeisterschaft nach wie vor an. Beim Großen Preis von Frankreich ging er von der Pole-Position ins Rennen, verlor allerdings nach der Kurve eins seine Führung an Lewis Hamilton. Doch mit einer Zwei-Stopp-Strategie (im Gegensatz zu Hamilton, der nur einmal an der Box war) hatte Verstappen zum Ende des Rennens hin die besseren Reifen und konnte Hamilton in der vorletzten Runde überholen und damit das Rennen gewinnen. Nach dem Sieg beim Großen Preis der Steiermark gelang ihm eine Woche später beim Großen Preis von Österreich der erste sogenannte Grand Slam seiner Formel-1-Karriere.

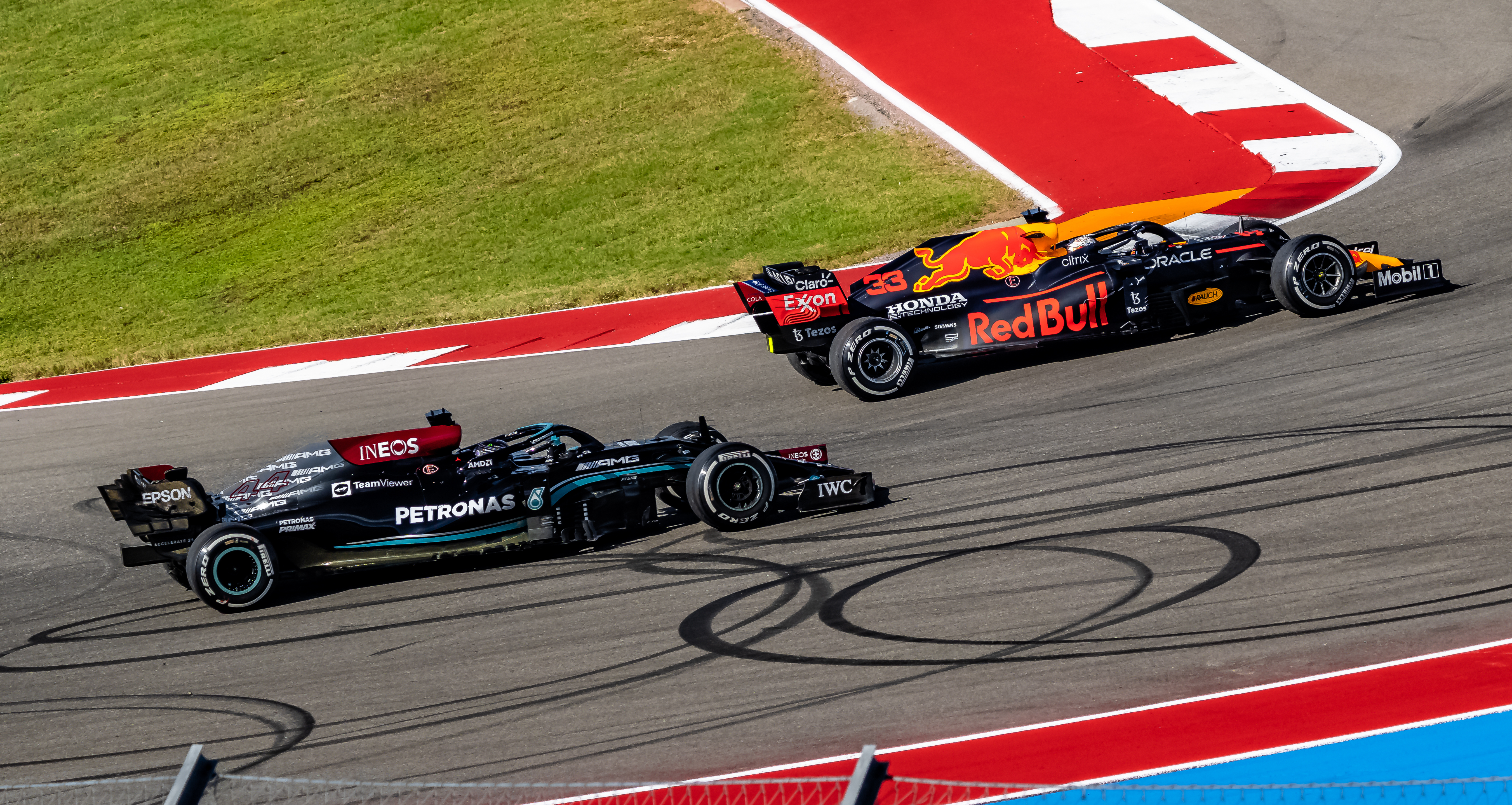
Max Verstappen im Duell gegen Lewis Hamilton beim Großen Preis der USA 2021

Beim Großen Preis von Großbritannien schloss er das Qualifying am Freitag als Zweiter ab, gewann allerdings den erstmals ausgetragenen Sprint und startete somit von der Pole-Position. Im Rennen lieferte er sich in der ersten Runde ein sehr enges Duell mit Hamilton um den ersten Platz, bis Hamilton in der Copse-Kurve Verstappen am hinteren Reifen traf und Verstappen daraufhin die Kontrolle über sein Auto verlor und in die Streckenbegrenzung krachte. Bei dem Aufprall wirkten 51G auf ihn, nach Kontrollen im Krankenhaus wurde aber klar, dass er ohne Verletzungen blieb. Hamilton bekam für den Unfall eine Zeitstrafe von zehn Sekunden, gewann das Rennen letztlich aber trotzdem und verkürzte somit den Abstand in der WM-Wertung um 25 Punkte. Beim Großen Preis von Ungarn kollidierte Mercedes-Fahrer Valtteri Bottas mit mehreren Fahrern, unter anderen auch mit Verstappen. Die Mechaniker von Red Bull machten das Auto zwar wieder fahrtüchtig, es war allerdings zu stark beschädigt, um ganz vorne konkurrenzfähig zu sein. Dennoch schaffte der Niederländer es auf den zehnten Platz, durch die Disqualifikation von Sebastian Vettel wurde er nachträglich Neunter. Nach der Sommerpause holte Verstappen beim Großen Preis von Belgien die Pole-Position. Wegen starken Regenfällen am Sonntag wurde der Rennstart mehrere Male verschoben. Das Rennen wurde schließlich abgebrochen, nachdem lediglich zwei Runden hinter dem Safety-Car absolviert worden waren; Verstappen blieb vorne. Weil weniger als 50 Prozent der vorgesehenen Renndistanz absolviert wurden, erhielten die Fahrer nur die halbe Punktezahl. Bei seinem Heimrennen in Zandvoort holte er die Pole und gewann das Rennen vor Lewis Hamilton. In Monza kollidierte er mit diesem, und beide mussten das Rennen beenden. Verstappen wurde die Schuld am Unfall gegeben, und er erhielt eine Grid-Strafe von drei Plätzen für das nächste Rennen.
Nach dem fünften Rennen der Saison führte er mit 105 Punkten die Fahrerwertung der Weltmeisterschaft erstmals in seiner Karriere an. Zugleich war er damit auch der erste niederländische Fahrer in der Formel-1-Geschichte, der die Weltmeisterschaft anführte. Am 12. Dezember 2021 lag er mit 369,5 Punkten gleichauf mit Hamilton vor dem letzten Rennen der Saison 2021. Max Verstappen startete von der Pole-Position, verlor die Führung aber beim Start an Lewis Hamilton. Im Laufe des Rennens setzte sich Hamilton scheinbar uneinholbar ab, bis es in der fünftletzten Rennrunde zu einem Safety-Car kam, wodurch Verstappen einen freien Boxenstopp durchführen konnte. In der letzten Runde wurde das Rennen wieder freigegeben und Max Verstappen konnte Lewis Hamilton auf deutlich frischeren, weichen Reifen überholen, was ihm den Weltmeister-Titel sicherte. Im Nachgang des Rennens kam es zu zahlreichen kontroversen Diskussionen, da das Rennen nach einer fragwürdigen Interpretation des Reglements freigegeben wurde. Demnach wurden, anders als üblich, nicht alle überrundeten Autos vorbeigelassen, da sonst das Rennen unter Safety Car hätte beendet werden müssen, wodurch Lewis Hamilton Weltmeister geworden wäre. Dies führte zu einigen Umstrukturierungen bei der FIA, Anpassungen des Regelwerks und zur Entlassung des Rennleiters Michael Masi.

##### Weltmeistertitel 2022

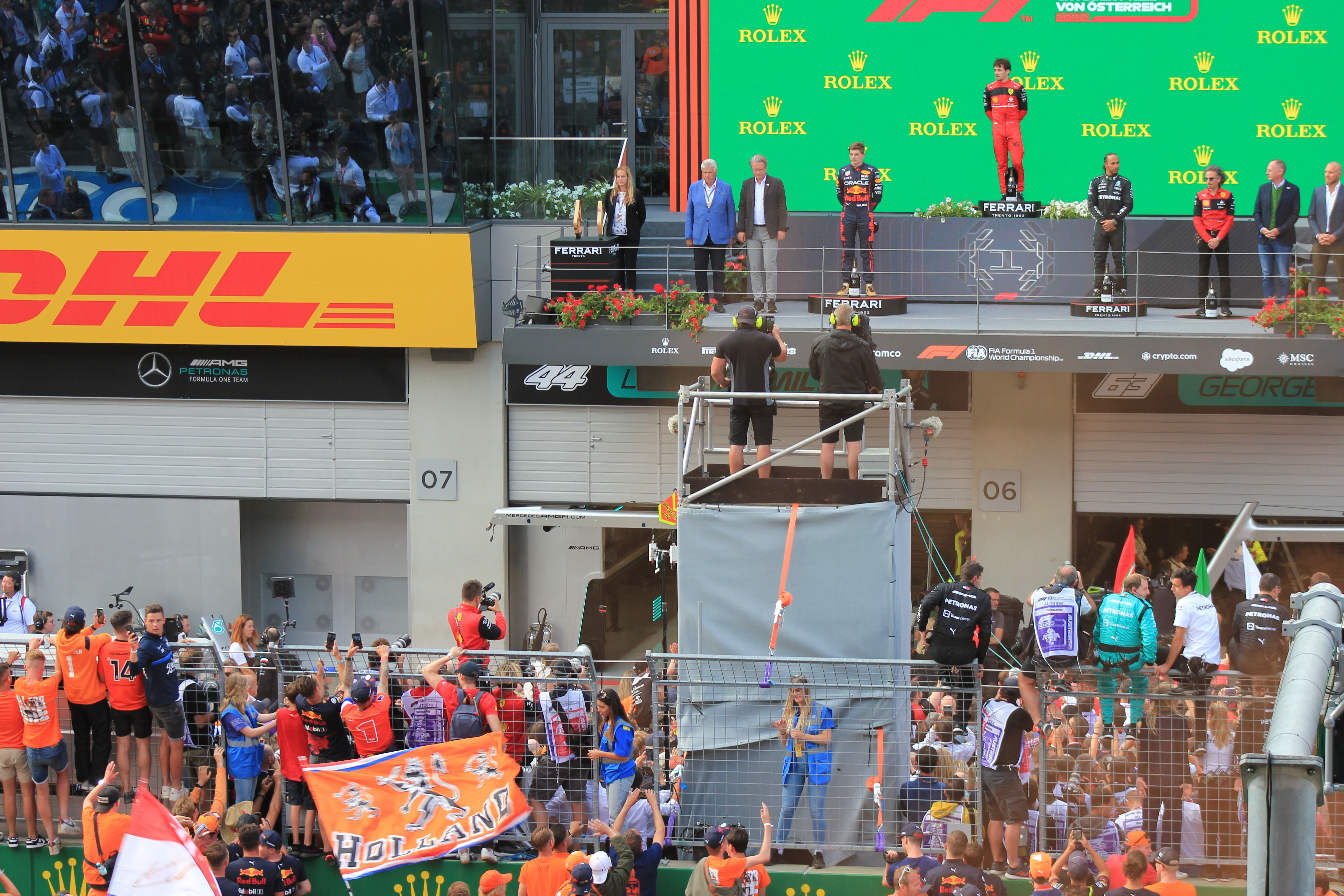
Verstappen-Fans stürmten während der Podiumszeremonie die Rennstrecke (Großen Preis von Österreich)

Auch 2022 fuhr Verstappen für Red Bull Racing. Er entschied sich dazu, als amtierender Weltmeister mit der Startnummer 1 anstelle seiner permanenten Startnummer 33 anzutreten. Seit Einführung der permanenten Startnummern zur Saison 2014 ist Verstappen damit nach Sebastian Vettel in ebenjener Saison der zweite Fahrer, der dieses Recht wahrnimmt. Beim Saisonauftakt der Saison 2022 in Bahrain musste er das Rennen aufgrund eines Fehlers im Benzinsystem, auf dem 2. Platz liegend, vorzeitig beenden. Den anschließenden Großen Preis von Saudi-Arabien konnte er nach einem langanhaltenden Zweikampf mit Charles Leclerc für sich entscheiden. Er war auf dem Weg zu einem Podestplatz, jedoch musste er das Rennen in Australien aufgrund eines technischen Defekts aufgeben. Jedoch konnte er sowohl den Großen Preis der Emilia-Romagna als auch den erstmals ausgetragenen Großen Preis von Miami für sich entscheiden.
Nach einem weiteren Sieg beim Großen Preis von Spanien konnte er zum ersten Mal die Führung in der Weltmeisterschaft übernehmen. Nach einem dritten Platz in Monaco und einen weiteren Sieg beim Großen Preis von Aserbaidschan konnte Max Verstappen seinen Vorsprung gegenüber dem erstmals Ranglistenzweiten Sergio Pérez auf 21 Punkte ausbauen. Von der Pole startend konnte Verstappen beim Großen Preis von Kanada seinen sechsten Saisonsieg einfahren. Beim Großen Preis von Großbritannien musste Verstappen nach einem Schaden am Unterboden die Führung aufgeben und beendete das Rennen auf dem 7. Platz. Nach einem 2. Platz beim Großen Preis von Österreich konnte Verstappen beim Großen Preis von Frankreich nach einem Fahrfehler von Charles Leclerc die Führung übernehmen, das Rennen gewinnen und seine Führung in der Fahrermeisterschaft auf 63 Punkte ausbauen. Nach Motorproblemen im Qualifying musste Verstappen beim Großen Preis von Ungarn von Platz 10 starten. Nach guten Überholmanövern und guter Pace konnte Verstappen mit einer 2-Stopp Strategie dennoch den achten Saisonsieg einfahren. Nach einer Motorenstrafe musste Verstappen beim Großen Preis von Belgien von Platz 13 aus starten. Mit einer 2-Stopp Strategie konnte Verstappen dennoch das Rennen deutlich für sich entscheiden. Es war Red Bulls dominantester Rennsieg in der Saison. Auch beim seinem Heimrennen in Zandvoort konnte Verstappen von der Pole startend die schnellste Runde holen und das Rennen gewinnen. In Monza konnte Verstappen von Platz 7 startend das Rennen gewinnen und den 11. Saisonsieg einfahren.
Den Großen Preis von Japan startete er von der Pole-Position aus, nachdem es zuvor zu einer Untersuchung eines Vorfalls im Qualifying mit Lando Norris gekommen war. Nach einer langen Unterbrechung des Rennens aufgrund der widrigen Bedingungen konnte sich Verstappen auf nasser Strecke souverän durchsetzen und erzielte seinen 32. Karriereerfolg. Durch eine Zeitstrafe von Charles Leclerc aufgrund eines Vorfalls in der letzten Rennrunde wurde Verstappens Teamkollege Sergio Pérez auf dem zweiten Platz gewertet, wodurch Verstappen letztlich einen ausreichenden Vorsprung auf Leclerc hatte, um vorzeitig seinen zweiten Weltmeistertitel zu gewinnen. Damit ist er der 11. Formel 1 Weltmeister, der seinen Titel erfolgreich verteidigen konnte.
Auch in den USA konnte Verstappen gewinnen und somit seinen 13. Saisonsieg einfahren. Nur Sebastian Vettel und Michael Schumacher schafften es in einer Saison auf 13 Saisonsiege, allerdings in weniger Rennen.
In Mexiko konnte Verstappen erneut gewinnen und seinen 14. Saisonsieg einfahren. Auch beim letzten Saisonrennen konnte Verstappen gewinnen und somit einen neuen Rekord von 15 Rennsiegen in einem Jahr aufstellen. Verstappen beendete die Saison mit 454 Punkten.

##### Weltmeistertitel 2023
2023 bestritt Verstappen eine weitere Saison für Red Bull Racing. Auch in dieser Saison entschied sich Verstappen, als amtierender Weltmeister mit der Startnummer 1 anzutreten. Beim ersten Saisonrennen in Bahrain konnte Verstappen, von der Pole startend, den Sieg einfahren. Nach einer defekten Antriebswelle im Qualifying musste Verstappen in Dschidda von Platz 15 aus starten. Er belegte am Ende Platz 2 und holte sich die schnellste Rennrunde. In Australien startete Verstappen von der Pole, nach einem kuriosen Rennen mit drei roten Flaggen setzte sich Verstappen vor Hamilton und Alonso durch und gewann das Rennen. Beim ersten Sprintrennen der Saison wurde Verstappen in Aserbaidschan hinter Perez und Leclerc Dritter. Beim Hauptrennen am Sonntag wurde Verstappen Zweiter. Beim Großen Preis von Miami startete Verstappen von Platz 9 aus und gewann das Rennen vor seinem Teamkollegen Pérez. In Monaco startete Verstappen von der Pole und konnte das Rennen gewinnen. Auch in Spanien schaffte es Verstappen, von der Pole aus das Rennen zu gewinnen, zudem fuhr er die schnellste Rennrunde. Dadurch erreichte Verstappen den dritten Grand-Slam seiner Karriere. Von der Pole startend, holte er in Kanada seinen sechsten Saisonsieg, mit dem 41. Karrieresieg zog er mit Ayrton Senna gleich. Beim Großen Preis von Österreich schaffte Verstappen ein perfektes Rennwochenende. Verstappen konnte sich für den Sprint am Samstag sowie für das Hauptrennen am Sonntag die Pole holen und beide Rennen gewinnen. Er holte sich außerdem mit einem Boxenstopp in Runde 69 auf Soft noch den Extra-Punkt für die schnellste Rennrunde. Beim Großen Preis von Großbritannien startete Verstappen von der Pole und konnte seinen 8. Saisonsieg einfahren.
Beim Großen Preis von Ungarn startete Verstappen hinter Hamilton von Platz 2. Er gewann das Rennen und fuhr die schnellste Rennrunde. Damit machte er Red Bull zum ersten Rennstall der Formel-1-Geschichte, der 12 Siege in Folge erringen konnte. Beim Großen Preis von Belgien zeigte Verstappen erneut seine Dominanz. Beim Sprint-Shootout holte sich Verstappen die Pole und konnte das Rennen gewinnen. Im Qualifying für das Rennen fuhr er die schnellste Zeit, durch einen Getriebewechsel startete er dann von Platz 6. Er gewann das Rennen und sicherte sich somit seinen 10. Sieg der Saison. Mit der dritten Pole in Folge bei seinem Heimrennen in Zandvoort legte er den Grundstein für den 9. Sieg in Serie, womit er den Rekord von Sebastian Vettel aus dem Jahr 2013 einstellte. In Monza konnte Verstappen sich mit seinem 10. Sieg in Folge in einer Saison einen weiteren Rekord sichern. In Katar wurde er schließlich nach einem zweiten Platz im Sprint vorzeitig Weltmeister der Saison 2023. Beim Großen Preis der USA gewann er seinen insgesamt 50. Grand Prix, er ist damit nach Alain Prost, Michael Schumacher, Lewis Hamilton und Sebastian Vettel der fünfte Fahrer, der diese Marke erreichte. Auch die vier letzten Rennen in Mexiko, Brasilien, den USA und den Vereinigten Arabischen Emiraten gewann Verstappen. Er brach in der Saison 2023 mehrere Rekorde, unter anderem für die meisten Siege (er gewann 19 von 22 Saisonrennen) und die meisten Punkte (575). Auch hatte er den größten Vorsprung in der Geschichte der Formel 1 – sein Rennstall-Kollege Sergio Pérez belegte mit weniger als der Hälfte der Punkte (285) den zweiten Platz. Mit 63 Grand-Prix-Siegen liegt Verstappen in der ewigen Bestenliste auf Platz drei hinter Lewis Hamilton (103 Siege) und Michael Schumacher (91).

##### Weltmeistertitel 2024

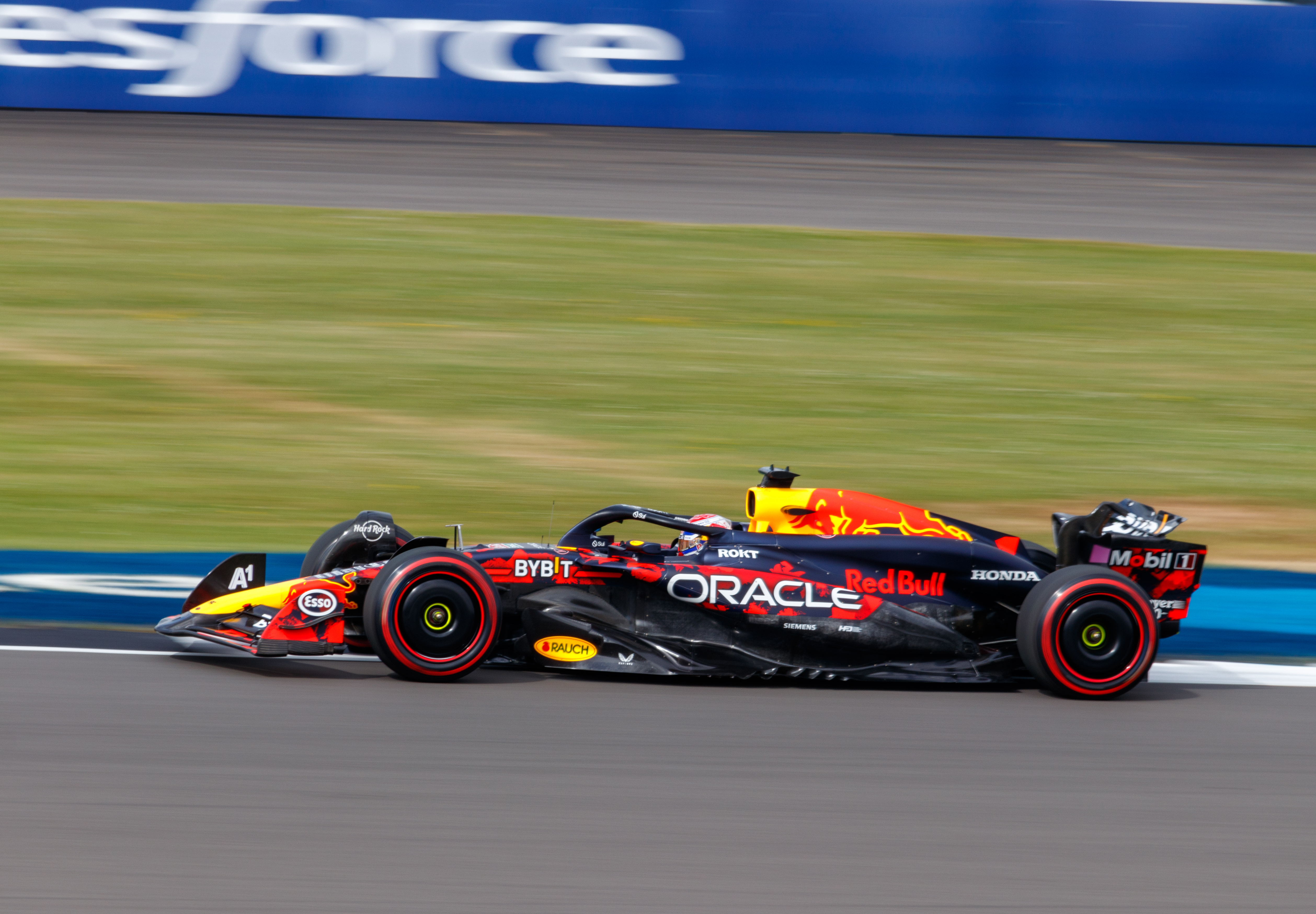
Max Verstappen beim Großen Preis von Großbritannien 2024

2024 bestritt Verstappen eine weitere Saison für Red Bull Racing. Auch in dieser Saison entschied sich Verstappen, als amtierender Weltmeister mit der Startnummer 1 anzutreten. Beim ersten Saisonrennen in Bahrain konnte Verstappen, von der Pole startend, den ersten Sieg einfahren. Dieser Sieg führte mithilfe der schnellsten Rennrunde und der Führung jeder Rennrunde zu seinem 5. Grand Slam. Auch beim zweiten Saisonrennen in Dschidda konnte Verstappen von der Pole startend gewinnen. Beim dritten Saisonrennen in Australien startete er wieder von der Pole, schied jedoch aufgrund einer defekten Bremsscheibe früh aus. Es war sein erster Ausfall seit 2022 an gleicher Stelle nach 43 Rennen, damit endete die Serie von neun Siegen in Folge. Beim Großen Preis von Japan konnte Verstappen von der Pole startend seinen dritten Saisonsieg einfahren. In China gewann er sowohl den Sprint als auch das Rennen. Es war sein 58. Sieg und zugleich der erste in Shanghai. Beim Großen Preis von Miami konnte sich Verstappen die Pole sichern. Er wurde hinter Lando Norris, der von einer Safety-Car Phase profitierte, zweiter. Beim Großen Preis der Emilia-Romagna konnte sich Verstappen erneut die Pole sichern und das Rennen gewinnen. Es war für ihn seine saisonübergreifend 8. Pole in Folge. Er stellte damit eine Bestmarke ein, die seinerzeit Ayrton Senna von 1988 bis 1989 aufgestellt hatte. In Monaco qualifizierte sich Verstappen auf den 6. Platz, was auch seine Rennplatzierung bedeutete. Von Platz zwei startend konnte Verstappen in Kanada seinen 6. Saisonsieg einfahren. Beim Großen Preis von Spanien konnte Verstappen von Platz zwei startend einen weiteren Sieg einfahren. Beim Großen Preis von Österreich startete Verstappen beim Sprint von der Pole und konnte diesen auch gewinnen. Beim Rennen startete Verstappen ebenfalls von der Pole, kollidierte allerdings in Runde 64 mit Lando Norris. Verstappen bekam eine 10-Sekunden-Strafe. Er beendete das Rennen noch auf Platz 5. Lando Norris hingegen musste das Rennen nach der Kollision aufgeben. Beim Großen Preis von Großbritannien startete Verstappen von Platz 4 und wurde hinter Lewis Hamilton, der zum 9. Mal in Silverstone gewinnen konnte, zweiter. Beim Großen Preis von Ungarn konnte Verstappen aufgrund mangelnder Pace und schlechter Strategie nur den 5. Platz belegen. Beim Großen Preis von Belgien holte sich Verstappen die Pole-Position, musste jedoch aufgrund einer Motorenstrafe von Platz 11 starten, am Ende belegte er den 4. Platz. In Zandvoort konnte Verstappen, von Platz 2 startend, den Start gewinnen und in den ersten Runden die Führung übernehmen. Schnell wurde jedoch deutlich, dass Lando Norris und sein McLaren zu schnell waren. Verstappen wurde mit über 20 Sekunden Rückstand Zweiter. In Monza startete Verstappen von Platz 7 und beendete das Rennen auf dem 6. Platz. Beim Großen Preis von Aserbaidschan wurde Verstappen 5. In Singapur beendete Verstappen das Rennen hinter Norris auf Platz 2. Beim Großen Preis der USA konnte Verstappen vor Norris auf Platz 3 fahren. In Mexiko musste Verstappen beim ersten Boxenstopp eine 20-Sekunden-Strafe in Kauf nehmen, die er sich im Zweikampf mit Lando Norris eingehandelt hatte. Er beendete das Rennen auf dem 6. Platz. In Brasilien beendete Verstappen das Sprintrennen nach einer 5-Sekunden-Strafe auf Platz 4. Im Qualifying erreichte Verstappen aufgrund einer unglücklichen roten Flagge nur den 12. Rang, was aufgrund einer 5-Platz-Strafe wegen eines neuen Motors Startplatz 17 bedeutete. Im Rennen konnte Verstappen jedoch seine Fähigkeiten unter Beweis stellen und startete eine beeindruckende Aufholjagd. Nach 10 Rennen ohne Sieg gelang ihm erneut ein Erfolg, wodurch er seinen Vorsprung auf 62 Punkte ausbauen konnte. Verstappen ist nun seit 897 Tagen führend in der Fahrerwertung und überbot damit den Rekord von Michael Schumacher (896 Tage). In Las Vegas konnte Verstappen auf Platz 5 fahren. Lando Norris hingegen beendete das Rennen nur auf Platz 6, was für Verstappen schließlich den 4. Weltmeistertitel in Folge bedeutete. In Katar qualifizierte sich Max Verstappen auf Platz 1, wurde jedoch aufgrund einer Strafe auf Platz 2 zurückversetzt. Bereits in der ersten Kurve eroberte Verstappen die Führung zurück und gewann das Rennen. Im Sprint startete Verstappen von Platz 6 und beendete das Rennen auf dem 8. Platz. Beim Saisonfinale in Abu Dhabi kollidierte Verstappen in der ersten Kurve mit Oscar Piastri, wofür er eine 10-Sekunden-Strafe erhielt. Das Rennen beendete er auf dem sechsten Rang.

##### 2025
2025 bestreitet Verstappen eine weitere Saison für Red Bull Racing. Auch in dieser Saison startet Verstappen als amtierender Weltmeister mit der Startnummer 1. Mit Liam Lawson erhält Verstappen einen neuen Teamkollegen. Beim Saisonauftakt in Australien qualifizierte sich Verstappen auf dem 3. Platz. Bei wechselhaften Wetterbedingungen profitierte er von einem Fehler von Oscar Piastri und beendete das Rennen hinter Lando Norris auf dem 2. Platz. In China qualifizierte sich Verstappen im Sprint hinter Lewis Hamilton auf Platz 2. Im Sprint-Rennen wurde er hinter Lewis Hamilton und Oscar Piastri Dritter. Im Qualifying für das Hauptrennen erreichte Verstappen Platz 4, was auch seine Endplatzierung im Rennen war. Am 27. März wurde bekannt gegeben, dass Liam Lawson aufgrund unzureichender Leistungen nicht weiter für Red Bull Racing fahren wird. Lawson tauscht das Cockpit mit Yuki Tsunoda, der neuer Teamkollege von Max Verstappen wird. Seinen ersten Rennsieg in dieser Saison, seinen 64. insgesamt, feierte er beim Grand Prix in Japan. Nach Pole-Position am Vortag schaffte er es als erster Fahrer in der Geschichte, vier Mal in Folge in Suzuka zu gewinnen. In Bahrain qualifizierte sich Verstappen auf P7 und beendete das Rennen auf Platz 6. Beim Großen Preis von Saudi-Arabien  sicherte sich Verstappen die Pole-Position. Beim Start kam Oscar Piastri, der von Platz 2 ins Rennen ging, besser weg und war in Kurve 1 auf gleicher Höhe mit Verstappen. Aufgrund des begrenzten Platzes konnte Verstappen die Kurve nicht regulär durchfahren und schnitt sie ab. Da er anschließend die Führung trotz Empfehlung der Rennleitung nicht an Piastri zurückgab, erhielt er eine Zeitstrafe von fünf Sekunden. Verstappen beendete das Rennen auf Platz 2, drei Sekunden hinter Oscar Piastri. Beim Großen Preis von Miami qualifizierte sich Verstappen auf der Pole-Position. Er beendete das Rennen auf P4. Im Sprint startete er von Platz vier, fiel jedoch nach einer 10-Sekunden-Strafe wegen eines Unsafe Release sowie einer späten Safety-Car-Phase auf Rang 17 zurück. Es war das erste Mal seit dem Großen Preis von Belgien 2016, dass Verstappen ein Rennen beendete, ohne Punkte zu erzielen. Beim Großen Preis der Emilia-Romagna qualifizierte sich Verstappen auf Position 2. Beim Start kam er zunächst nur schleppend weg, konnte jedoch beim Anbremsen in Kurve 1 Oscar Piastri überholen. Die für dieses Wochenende vorgesehenen Upgrades machten sich deutlich bemerkbar, insbesondere durch einen spürbar geringeren Reifenverschleiß. Verstappen blieb das gesamte Rennen über in Führung und sicherte sich seinen zweiten Saisonsieg. In  Monaco qualifizierte sich Verstappen auf dem fünften Platz. Aufgrund einer Drei-Platz-Strafe für Lewis Hamilton rückte Verstappen auf den vierten Startplatz vor. Auch durch die Regeländerung, die in Monaco zwei verpflichtende Boxenstopps vorschreibt, wurde das Rennen nicht ansehnlicher. Verstappen beendete das Rennen unverändert auf Platz vier. Beim  Großen Preis von Spanien qualifizierte sich Verstappen auf Position 3. Bis zu einer Safety-Car-Phase gegen Rennende hielt er diese Position. Beim Restart wurde Verstappen von Charles Leclerc überholt. Anschließend kämpfte er mit  George Russell um Platz 4 und wurde dabei von der Strecke gedrängt. Verstappen überholte Russell daraufhin auf dem markierten Einfädelungsstreifen, wurde jedoch fälschlicherweise von seinem Renningenieur angewiesen, Russell wieder vorbeizulassen. Beim Versuch, Russell passieren zu lassen, beschleunigte Verstappen jedoch erneut und fuhr ihm ins Auto. Für diese Kollision erhielt Verstappen eine Zeitstrafe von 10 Sekunden und beendete das Rennen schließlich auf Platz 10.

## Persönliches
Max Verstappen stammt aus einer Familie von Motorsportlern. Sein Vater Jos Verstappen fuhr von 1994 bis 2003 in der Formel 1, seine Mutter Sophie Kumpen, die aus dem belgischen Hasselt stammt, war im Kartsport aktiv, wie auch schon ihr Vater Robert Kumpen. Seine Eltern waren zwischen 1996 und 2008 verheiratet und haben neben ihrem Sohn Max auch eine gemeinsame Tochter namens Victoria Jane (* 1999). Sein Großonkel Paul Kumpen wurde 1987 belgischer Rallycross-Meister, dessen Sohn Anthony Kumpen ist Rekordsieger des 24-Stunden-Rennens von Zolder.
Verstappen besitzt sowohl die belgische als auch die niederländische Staatsbürgerschaft und könnte somit sowohl als Belgier als auch als Niederländer starten. Da er aber mit einer niederländischen Rennlizenz an Wettbewerben teilnimmt, fährt er im Motorsport als Niederländer. Neben seiner Muttersprache Niederländisch und dem Heimatdialekt Zuid-Limburgs spricht Verstappen das im Motorsport übliche Englisch sowie Deutsch. Der offizielle Fanshop Verstappens, Max Verstappen Merchandise, befindet sich im Dorf Swalmen nördlich von Roermond und ist unmittelbar an der niederländisch-deutschen Grenze gelegen.
Neben seiner Karriere in der Formel 1 geht Verstappen auch in E-Sport-Rennen, vor allem in iRacing, an den Start. Er startet dabei für das Team Redline, für das auch Formel-1-Fahrer Lando Norris startet. Gemeinsam gewannen sie 2019 unter anderem das 24-Stunden-Rennen von Spa. 2020 nahm er für das Team an dem virtuellen 24-Stunden-Rennen von Le Mans in der LMP2-Klasse teil. Einer seiner Teamkollegen war Lando Norris. Nachdem sein Fahrzeug zwischenzeitlich sogar in Führung gelegen war, fiel es aufgrund von Unfällen, verursacht durch sogenannte Glitches (Signalaussetzer), aus. Während das Rennen aber zum zweiten Mal durch die rote Flagge neutralisiert wurde, nahm die Rennleitung das Fahrzeug wieder in das Rennen auf, da der Ausfall nicht auf das Team, sondern auf die Technik zurückzuführen war. Am Ende belegte Verstappen mit seinen Teamkollegen den 25. Gesamtrang unter den 50 teilnehmenden Teams.
Seit 2020 ist Max Verstappen mit Kelly Piquet, der Tochter des ehemaligen Formel-1-Fahrers Nelson Piquet, liiert. Aus ihrer früheren Beziehung mit dem ehemaligen Formel-1-Rennfahrer Daniil Kwjat hat sie eine Tochter. Am 2. Mai 2025 wurde Verstappen durch Piquet erstmals Vater einer Tochter.
Im August 2022 wurde Verstappen zum Offizier des Ordens von Oranien-Nassau ernannt.

## Statistik

### Karrierestationen
- 2005–2013: Kartsport
- 2014: Florida Winter Series
- 2014: Europäische Formel 3 (Platz 3)
- 2014: Formel 1 (Testfahrer)
- 2015: Formel 1 (Platz 12)
- 2016: Formel 1 (Platz 5)
- 2017: Formel 1 (Platz 6)
- 2018: Formel 1 (Platz 4)
- 2019: Formel 1 (Platz 3)
- 2020: Formel 1 (Platz 3)
- 2021: Formel 1 (Weltmeister)
- 2022: Formel 1 (Weltmeister)
- 2023: Formel 1 (Weltmeister)
- 2024: Formel 1 (Weltmeister)

### Einzelergebnisse in der europäischen Formel-3-Meisterschaft
| Jahr | Team                  | Motor      | 1   | 2   | 3   | 4   | 5   | 6   | 7   | 8   | 9   | 10  | 11  | 12  | 13  | 14  | 15  | 16  | 17  | 18  | 19  | 20  | 21  | 22  | 23  | 24  | 25  | 26  | 27  | 28  | 29  | 30  | 31  | 32  | 33  | Punkte | Rang |
| ---- | --------------------- | ---------- | --- | --- | --- | --- | --- | --- | --- | --- | --- | --- | --- | --- | --- | --- | --- | --- | --- | --- | --- | --- | --- | --- | --- | --- | --- | --- | --- | --- | --- | --- | --- | --- | --- | ------ | ---- |
| 2014 | Van Amersfoort Racing | Volkswagen | SIL | SIL | SIL | HO1 | HO1 | HO1 | PAU | PAU | PAU | HUN | HUN | HUN | SPA | SPA | SPA | NOR | NOR | NOR | MOS | MOS | MOS | SPI | SPI | SPI | NÜR | NÜR | NÜR | IMO | IMO | IMO | HO2 | HO2 | HO2 | 411    | 3.   |
| 2014 | Van Amersfoort Racing | Volkswagen | DNF | 5   | 2   | DNF | DNS | 1   | 3   | DNF | DNF | DNF | 16  | 4   | 1   | 1   | 1   | 1   | 1   | 1   | 3   | DNF | 2   | 5   | 4   | 12  | 1   | DNF | 3   | DNF | 2   | 1   | 1   | 5   | 6   | 411    | 3.   |

### Statistik in der Formel-1-Weltmeisterschaft
Diese Statistik umfasst alle Teilnahmen des Fahrers an der Formel-1-Weltmeisterschaft.

#### Grand-Prix-Siege
- 2016:  Spanien (Barcelona)
- 2017:  Malaysia (Sepang)
- 2017:  Mexiko (Mexiko-Stadt)
- 2018:  Österreich (Spielberg)
- 2018:  Mexiko (Mexiko-Stadt)
- 2019:  Österreich (Spielberg)
- 2019:  Deutschland (Hockenheim)
- 2019:  Brasilien (Interlagos)
- 2020:  70-jähriges Jubiläum (Silverstone)
- 2020:  Abu Dhabi (Yas Marina)
- 2021:  Emilia-Romagna (Imola)
- 2021:  Monaco (Monte Carlo)
- 2021:  Frankreich (Le Castellet)
- 2021:  Steiermark (Spielberg)
- 2021:  Österreich (Spielberg)
- 2021:  Belgien (Spa-Francorchamps)
- 2021:  Niederlande (Zandvoort)
- 2021:  USA (Austin)
- 2021:  Mexiko (Mexiko-Stadt)
- 2021:  Abu Dhabi (Yas Marina)
- 2022:  Saudi-Arabien (Dschidda)
- 2022:  Emilia-Romagna (Imola)
- 2022:  Miami (Miami Gardens)
- 2022:  Spanien (Barcelona)
- 2022:  Aserbaidschan (Baku)
- 2022:  Kanada (Montréal)
- 2022:  Frankreich (Le Castellet)
- 2022:  Ungarn (Mogyoród)
- 2022:  Belgien (Spa-Francorchamps)
- 2022:  Niederlande (Zandvoort)
- 2022:  Italien (Monza)
- 2022:  Japan (Suzuka)
- 2022:  USA (Austin)
- 2022:  Mexiko (Mexiko-Stadt)
- 2022:  Abu Dhabi (Yas Marina)
- 2023:  Bahrain (as-Sachir)
- 2023:  Australien (Melbourne)
- 2023:  Miami (Miami Gardens)
- 2023:  Monaco (Monte Carlo)
- 2023:  Spanien (Barcelona)
- 2023:  Kanada (Montréal)
- 2023:  Österreich (Spielberg)
- 2023:  Großbritannien (Silverstone)
- 2023:  Ungarn (Mogyoród)
- 2023:  Belgien (Spa-Francorchamps)
- 2023:  Niederlande (Zandvoort)
- 2023:  Italien (Monza)
- 2023:  Japan (Suzuka)
- 2023:  Katar (Doha)
- 2023:  USA (Austin)
- 2023:  Mexiko (Mexiko-Stadt)
- 2023:  São Paulo (Interlagos)
- 2023:  Las Vegas (Las Vegas)
- 2023:  Abu Dhabi (Yas Marina)
- 2024:  Bahrain (as-Sachir)
- 2024:  Saudi-Arabien (Dschidda)
- 2024:  Japan (Suzuka)
- 2024:  China (Shanghai)
- 2024:  Emilia-Romagna (Imola)
- 2024:  Kanada (Montréal)
- 2024:  Spanien (Barcelona)
- 2024:  São Paulo (Interlagos)
- 2024:  Katar (Doha)
- 2025:  Japan (Suzuka)
- 2025:  Emilia-Romagna (Imola)

#### Sprint-Siege
- 2021:  Großbritannien (Silverstone)
- 2022:  Emilia-Romagna (Imola)
- 2022:  Österreich (Spielberg)
- 2023:  Österreich (Spielberg)
- 2023:  Belgien (Spa-Francorchamps)
- 2023:  USA (Austin)
- 2023:  São Paulo (Interlagos)
- 2024:  China (Shanghai)
- 2024:  Miami (Miami Gardens)
- 2024:  Österreich (Spielberg)
- 2024:  USA (Austin)
- 2025:  Belgien (Spa-Francorchamps)

#### Grand Prix nach Anzahl der Siege
|     | Grand Prix              | Siege |
| --- | ----------------------- | ----- |
| 1.  | Mexiko (Mexiko-Stadt)   | 5     |
| 2.  | Österreich (Spielberg)  | 4     |
|     | Abu-Dhabi (Yas-Insel)   | 4     |
|     | Japan (Suzuka)          | 4     |
|     | Spanien (Barcelona)     | 4     |
|     | Emilia-Romagna (Imola)  | 4     |
| 7.  | Belgien (Spa)           | 3     |
|     | Kanada (Montréal)       | 3     |
|     | Niederlande (Zandvoort) | 3     |
|     | USA (Austin)            | 3     |
| 11. | Italien (Monza)         | 2     |
|     | Miami (Miami)           | 2     |
|     | Ungarn (Mogyoród)       | 2     |
|     | Bahrain (Sakhir)        | 2     |
|     | Monaco (Monte Carlo)    | 2     |

|     | Grand Prix                         | Siege |
| --- | ---------------------------------- | ----- |
|     | Saudi-Arabien (Dschidda)           | 2     |
|     | Frankreich (Le Castellet)          | 2     |
|     | São Paulo (São Paulo)              | 2     |
|     | Katar (Doha)                       | 2     |
| 19. | 70-jähriges Jubiläum (Silverstone) | 1     |
|     | Aserbaidschan (Baku)               | 1     |
|     | Australien (Melbourne)             | 1     |
|     | Brasilien (São Paulo)              | 1     |
|     | Deutschland (Hockenheim)           | 1     |
|     | Großbritannien (Silverstone)       | 1     |
|     | Malaysia (Sepang)                  | 1     |
|     | Steiermark (Spielberg)             | 1     |
|     | Las Vegas (Las Vegas)              | 1     |
|     | China (Shanghai)                   | 1     |

fettgedruckte Werte = Rekordsieger auf dieser GP-Rennstrecke

#### Gesamtübersicht
(Stand: Großer Preis von Ungarn, 3. August 2025)
| Jahr   | Team                         | Chassis               | Motor                    | Rennen | Siege | Zweiter | Dritter | Poles | schn. Rennrunden | Punkte | Punkte | WM-Pos. |
| ------ | ---------------------------- | --------------------- | ------------------------ | ------ | ----- | ------- | ------- | ----- | ---------------- | ------ | ------ | ------- |
| 2015   | Scuderia Toro Rosso          | Toro Rosso STR10      | Renault 1.6 V6 Turbo     | 19     | –     | –       | –       | –     | –                | 49     | 49     | 12.     |
| 2016   | Scuderia Toro Rosso          | Toro Rosso STR11      | Ferrari 1.6 V6 Turbo     | 4      | –     | –       | –       | –     | –                | 13     | 204    | 5.      |
| 2016   | Red Bull Racing              | Red Bull RB12         | TAG Heuer 1.6 V6 Turbo   | 17     | 1     | 4       | 2       | –     | 1                | 191    | 204    | 5.      |
| 2017   | Red Bull Racing              | Red Bull RB13         | TAG Heuer 1.6 V6 Turbo   | 20     | 2     | 1       | 1       | –     | 1                | 168    | 168    | 6.      |
| 2018   | Aston Martin Red Bull Racing | Red Bull Racing RB14  | TAG Heuer 1.6 V6 Turbo   | 21     | 2     | 4       | 5       | –     | 2                | 249    | 249    | 4.      |
| 2019   | Aston Martin Red Bull Racing | Red Bull Racing RB15  | Honda 1.6 V6 Turbo       | 21     | 3     | 2       | 4       | 2     | 3                | 278    | 278    | 3.      |
| 2020   | Aston Martin Red Bull Racing | Red Bull Racing RB16  | Honda 1.6 V6 Turbo       | 17     | 2     | 6       | 3       | 1     | 3                | 214    | 214    | 3.      |
| 2021   | Red Bull Racing Honda        | Red Bull Racing RB16B | Honda 1.6 V6 Turbo       | 22     | 10    | 8       | –       | 10    | 6                | 395,5  | 395,5  | 1.      |
| 2022   | Oracle Red Bull Racing       | Red Bull Racing RB18  | Honda RBPT 1.6 V6 Hybrid | 22     | 15    | 1       | 1       | 7     | 5                | 454    | 454    | 1.      |
| 2023   | Oracle Red Bull Racing       | Red Bull Racing RB19  | Honda RBPT 1.6 V6 Hybrid | 22     | 19    | 2       | –       | 12    | 9                | 575    | 575    | 1.      |
| 2024   | Oracle Red Bull Racing       | Red Bull Racing RB20  | Honda RBPT 1.6 V6 Hybrid | 24     | 9     | 4       | 1       | 8     | 3                | 437    | 437    | 1.      |
| 2025   | Oracle Red Bull Racing       | Red Bull Racing RB21  | Honda RBPT 1.6 V6 Hybrid | 14     | 2     | 3       | –       | 4     | 1                | 187    | 187    | 3.      |
| Gesamt | Gesamt                       | Gesamt                | Gesamt                   | 223    | 65    | 35      | 17      | 44    | 34               | 3210,5 | 3210,5 |         |

#### Einzelergebnisse
| Saison | 1   | 2    | 3   | 4   | 5    | 6   | 7   | 8   | 9     | 10  | 11  | 12  | 13    | 14 | 15  | 16  | 17  | 18  | 19 | 20  | 21 | 22  | 23 | 24 |
| ------ | --- | ---- | --- | --- | ---- | --- | --- | --- | ----- | --- | --- | --- | ----- | -- | --- | --- | --- | --- | -- | --- | -- | --- | -- | -- |
| 2015   |     |      |     |     |      |     |     |     |       |     |     |     |       |    |     |     |     |     |    |     |    |     |    |    |
| DNF    | 7   | *17* | DNF | 11  | DNF  | 15  | 8   | DNF | 4     | 8   | 12  | 8   | 9     | 10 | 4   | 9   | 9   | 16  |    |     |    |     |    |    |
| 2016   |     |      |     |     |      |     |     |     |       |     |     |     |       |    |     |     |     |     |    |     |    |     |    |    |
| 10     | 6   | 8    | DNF | 1   | DNF  | 4   | 8   | 2   | 2     | 5   | 3   | 11  | 7     | 6  | 2   | 2   | DNF | 4   | 3  | 4   |    |     |    |    |
| 2017   |     |      |     |     |      |     |     |     |       |     |     |     |       |    |     |     |     |     |    |     |    |     |    |    |
| 5      | 3   | DNF  | 5   | DNF | 5    | DNF | DNF | DNF | 4     | 5   | DNF | 10  | DNF   | 1  | 2   | 4   | 1   | 5   | 5  |     |    |     |    |    |
| 2018   |     |      |     |     |      |     |     |     |       |     |     |     |       |    |     |     |     |     |    |     |    |     |    |    |
| 6      | DNF | 5    | DNF | 3   | 9    | 3   | 2   | 1   | *15*  | 4   | DNF | 3   | 5     | 2  | 5   | 3   | 2   | 1   | 2  | 3   |    |     |    |    |
| 2019   |     |      |     |     |      |     |     |     |       |     |     |     |       |    |     |     |     |     |    |     |    |     |    |    |
| 3      | 4   | 4    | 4   | 3   | 4    | 5   | 4   | 1   | 5     | 1   | 2   | DNF | 8     | 3  | 4   | DNF | 6   | 3   | 1  | 2   |    |     |    |    |
| 2020   |     |      |     |     |      |     |     |     |       |     |     |     |       |    |     |     |     |     |    |     |    |     |    |    |
| DNF    | 3   | 2    | 2   | 1   | 2    | 3   | DNF | DNF | 2     | 2   | 3   | DNF | 6     | 2  | DNF | 1   |     |     |    |     |    |     |    |    |
| 2021   |     |      |     |     |      |     |     |     |       |     |     |     |       |    |     |     |     |     |    |     |    |     |    |    |
| 2      | 1   | 2    | 2   | 1   | *18* | 1   | 1   | 1   | 1DNF1 | 9   | 1   | 1   | 1DNF2 | 2  | 2   | 1   | 1   | 12  | 2  | 2   | 1  |     |    |    |
| 2022   |     |      |     |     |      |     |     |     |       |     |     |     |       |    |     |     |     |     |    |     |    |     |    |    |
| *19*   | 1   | DNF  | 1   | 1   | 1    | 3   | 1   | 1   | 7     | 21  | 1   | 1   | 1     | 1  | 1   | 7   | 1   | 1   | 1  | 464 | 1  |     |    |    |
| 2023   |     |      |     |     |      |     |     |     |       |     |     |     |       |    |     |     |     |     |    |     |    |     |    |    |
| 1      | 2   | 1    | 323 | 1   | C    | 1   | 1   | 1   | 1     | 1   | 1   | 1   | 1     | 1  | 5   | 1   | 212 | 1   | 1  | 1   | 1  | 1   |    |    |
| 2024   |     |      |     |     |      |     |     |     |       |     |     |     |       |    |     |     |     |     |    |     |    |     |    |    |
| 1      | 1   | DNF  | 1   | 1   | 121  | 1   | 6   | 1   | 1     | 151 | 2   | 5   | 4     | 2  | 6   | 5   | 2   | 131 | 6  | 414 | 5  | 818 | 6  |    |
| 2025   |     |      |     |     |      |     |     |     |       |     |     |     |       |    |     |     |     |     |    |     |    |     |    |    |
| 2      | 343 | 1    | 6   | 2   | 4    | 1   | 4   | 10  | 2     | DNF | 5   | 141 | 9     |    |     |     |     |     |    |     |    |     |    |    |

| Legende  | Legende            | Legende                                                          |
| Farbe    | Abkürzung          | Bedeutung                                                        |
| -------- | ------------------ | ---------------------------------------------------------------- |
| Gold     | –                  | Sieg                                                             |
| Silber   | –                  | 2. Platz                                                         |
| Bronze   | –                  | 3. Platz                                                         |
| Grün     | –                  | Platzierung in den Punkten                                       |
| Blau     | –                  | Klassifiziert außerhalb der Punkteränge                          |
| Violett  | DNF                | Rennen nicht beendet (did not finish)                            |
| Violett  | NC                 | nicht klassifiziert (not classified)                             |
| Rot      | DNQ                | nicht qualifiziert (did not qualify)                             |
| Rot      | DNPQ               | in Vorqualifikation gescheitert (did not pre-qualify)            |
| Schwarz  | DSQ                | disqualifiziert (disqualified)                                   |
| Weiß     | DNS                | nicht am Start (did not start)                                   |
| Weiß     | WD                 | zurückgezogen (withdrawn)                                        |
| Hellblau | PO                 | nur am Training teilgenommen (practiced only)                    |
| Hellblau | TD                 | Freitags-Testfahrer (test driver)                                |
| ohne     | DNP                | nicht am Training teilgenommen (did not practice)                |
| ohne     | INJ                | verletzt oder krank (injured)                                    |
| ohne     | EX                 | ausgeschlossen (excluded)                                        |
| ohne     | DNA                | nicht erschienen (did not arrive)                                |
| ohne     | C                  | Rennen abgesagt (cancelled)                                      |
| ohne     | keine WM-Teilnahme |                                                                  |
| sonstige | P/fett             | Pole-Position                                                    |
| sonstige | 1/2/3/4/5/6/7/8    | Punktplatzierung im Sprint-/Qualifikationsrennen                 |
| sonstige | SR/kursiv          | Schnellste Rennrunde                                             |
| sonstige | *                  | nicht im Ziel, aufgrund der zurückgelegten Distanz aber gewertet |
| sonstige | ()                 | Streichresultate                                                 |
| sonstige | unterstrichen      | Führender in der Gesamtwertung                                   |

#### Rekorde
(Stand: Großer Preis von Japan 2025)
- Jüngster Fahrer bei Debüt-Rennen (17 Jahre und 166 Tage)
- Jüngster Fahrer, der Punkte erzielt hat (17 Jahre und 180 Tage)
- Jüngster Grand-Prix-Sieger (18 Jahre und 228 Tage)
- Jüngster Fahrer, der eine Podest-Platzierung erzielt hat (18 Jahre und 228 Tage)
- Jüngster Fahrer, der einen Grand-Slam erzielt hat (23 Jahre und 277 Tage)
- Jüngster Fahrer mit 10 Grand-Prix-Siegen (23 Jahre und 74 Tage)
- Jüngster Fahrer mit 20 Grand-Prix-Siegen (24 Jahre und 73 Tage)
- Jüngster Fahrer mit 30 Grand-Prix-Siegen (24 Jahre und 339 Tage)
- Jüngster Fahrer mit 40 Grand-Prix-Siegen (25 Jahre und 247 Tage)
- Jüngster Fahrer mit 50 Grand-Prix-Siegen (26 Jahre und 22 Tage)
- Jüngster Fahrer mit 60 Grand-Prix-Siegen (26 Jahre und 253 Tage)
- Meiste Grand-Prix-Siege in einer Saison: 19 (2023)
- Meiste Grand-Prix-Siege in einer Saison in einem Austragungsland: 3 (USA) (2023)
- Meiste Grand-Prix-Siege in einem Kalendermonat: 4 (Österreich 2023 – Belgien 2023)[# 1]
- Meiste Grand-Prix-Siege von unterschiedlichen Startpositionen: 9[# 2]
- Meiste Grand-Prix-Siege von unterschiedlichen Startpositionen in einer Saison: 7 (2022)
- Grand-Prix-Sieg mit den meisten Boxenstopps: 6[# 3]
- Höchste Siegquote in einer Saison: 86,36 % (2023)
- Meiste Pole-Positions in Folge (absolut): 8[# 4]
- Meiste Pole-Positions in Folge in einer Saison: 7 (2023)[# 5]
- Meiste Podien in einer Saison: 21 (2023)
- Meiste Punkte in einer Saison: 575 (2023)
- Höchste Punktequote in einer Saison: 92,7 %, 575 Punkte von 620 Punkten, exkl. Streichresultate (2023)
- Meiste Punkte in Folge erzielt: 1055 (Emilia-Romagna 2022 – Saudi-Arabien 2024)
- Meiste Führungsrunden in einer Saison: 1003 (2023)
- Höchste Führungsrundenquote in einer Saison: 75,7 %, 1003 Runden von 1325 Runden geführt (2023)
- Meiste Führungskilometer in einer Saison: 4914 (2023)
- Meiste Hattricks in einer Saison: 6 (2023)
- Meiste Saisons in Folge mit mindestens einem Grand-Slam: 4 (2021 – 2024)[# 6]
- Längste Siegesserie: 10 (Miami 2023 – Italien 2023)
- Längste Siegesserie innerhalb einer Saison (absolut): 10 (Miami 2023 – Italien 2023)
- Längste Siegesserie von Teamkollegen für einen Konstrukteur: 15 (Abu Dhabi 2022 – Italien 2023, davon 13 Siege für Verstappen)
- Längste Siegesserie von Teamkollegen für einen Konstrukteur in einer Saison: 14 (Bahrain 2023 – Italien 2023, davon 12 Siege für Verstappen)
- Meiste aufeinanderfolgende Rennen als Führender der Weltmeisterschaft: 63 (Spanien 2022 – Abu Dhabi 2024)
- Meiste Siege von der Pole Position in einer Saison: 12 (2023)
- Meiste Siege außerhalb der Pole-Position in einer Saison: 9 (2022)
- Meiste Siege von der Pole-Position in Folge: 18 (Niederlande 2022 – Saudi-Arabien 2024)
- Größter Punktevorsprung auf den Zweitplatzierten: 290 Punkte (2023)
- Größter prozentualer Punkteunterschied zwischen Erstplatzierten und Zweitplatzierten der Weltmeisterschaft: 50,43 % (2023)
- Meiste Zielankünfte in einer Saison: 22 in 22 Rennen, 100 % (2023)
- Meiste Zielankünfte in Folge in einer Saison: 22 in 22 Rennen, 100 % (2023)
- Meiste Punkteplatzierungen in einer Saison: 22 in 22 Rennen, 100 % (2023)
- Meiste Punkteplatzierungen in Folge in einer Saison: 22 in 22 Rennen, 100 % (2023)
- Meiste Sprint-Siege: 11
- Meiste Sprint-Siege in einer Saison: 4 (2023, 2024)
- Meiste Sprint-Podestplätze: 15
- Meiste Sprint-Podestplätze in einer Saison: 6 (2023)
- Meiste Sprint-Podestplätze in Folge in einer Saison: 6 (2023)
- Meiste Rennen in einer Saison mindestens eine Runde geführt: 20 (2023)
- Meiste Zielankünfte in den Punkten während einer Saison: 22 (2023)

Anmerkungen
1. ↑  Zusammen mit Lewis Hamilton.
2. ↑  Zusammen mit Fernando Alonso.
3. ↑  Zusammen mit Jenson Button.
4. ↑  Zusammen mit Ayrton Senna.
5. ↑  Zusammen mit Alain Prost.
6. ↑  Zusammen mit Jim Clark.

## Trivia
Am 9. Mai 2025 nahm er unter dem Pseudonym Franz Hermann im Rahmen der offiziellen Probefahrten zum dritten Lauf der Nürburgring Langstrecken-Serie (NLS) für einige Runden in einem Ferrari 296 GT3 teil.